# 234說愛你
《234說愛你》（英語：Another Woman），是一部2015年上映的愛情電影。由林依晨、秦昊、蔡淑臻、曾珮瑜、周姮吟、簡宏霖領銜主演。台灣於2015年10月23日上映。

## 劇情簡介
大學剛畢業的菜鳥新鮮人簡沛薰(林依晨飾演)，跟一般畢業生一樣把22K當成自己的期望薪資，離開學校以後，人生的選擇題只能靠自己作答。幾次求職碰壁後，簡沛薰答應替王丹莉(蔡淑臻飾演)工作當「小四」，去勾引她的丈夫李曜(秦昊飾演)、讓他遠離小三。然而，她卻愛上有婦之夫，在這場愛情劇本中迷失了自己。

## 演員陣容
| 演員姓名 | 角色名稱 | 介紹 |
| 林依晨   | 簡沛薰   | 剛從大學畢業的社會新鮮人，在小劇團當演員，因為懷抱著到巴黎學表演的夢，受雇於寶姐成為「第四者」。                                                           |
| 秦昊     | 李曜     | 「仲夏夜之夢」珠寶設計總監，不僅繼承珠寶商家族事業，還娶了其千金王丹莉為妻，對女人有股致命吸引力，不僅勾搭上公司設計師俞倩，俊俏的外表也徹底擄獲了簡沛薰。 |
| 簡宏霖   | 阿澤     | 沛薰男友，忠厚老實，喜歡做甜點，夢想能在退伍後帶著沛薰一起到巴黎。                                                                                         |
| 蔡淑臻   | 王丹莉   | 李曜的正宮大老婆，也是仲夏夜之夢集團千金，善於觀察他人言行舉止，交際手腕高超。                                                                             |
| 周姮吟   | 俞倩     | 仲夏夜之夢設計師，職場女強人，工作能力出色，是李曜事業上的最好夥伴，也是他婚姻裡面的第三者。                                                               |
| 曾珮瑜   | 寶姐     | 徵信社老闆，徵召簡沛薰擔任「第四者」的幕後指導人。優雅、神秘，幹練。                                                                                       |

### 其他演員
| 演員姓名 | 角色名稱   | 介紹                                         |
| 施名帥   | 劇團團長   | 在劇團中認為簡沛薰生活過得太安穩導致無法入戲 |
| 羅能華   | 珠寶設計師 | 李曜公司的設計師                             |
| 洪健藏   | 劇團團員   | 劇團中飾演慾望街車的米奇                     |
| 范曉安   | 劇團團員   | 簡沛薰劇團中的朋友                           |
| 徐淳耕   | 劇團團員   | 簡沛薰劇團中的朋友                           |
| 鄭振融   | 外遇男子   | 簡沛薰進入徵信社跟蹤的外遇案件               |

## 電影歌曲
| 曲別   | 歌名     | 演唱者 | 作詞             | 作曲                                               | 備註 |
| 主題曲 | 忘記擁抱 | A-Lin  | 張簡君偉、葛大為 | 張簡君偉                                           | 1.第3屆QQ音樂顛峰盛典－年度最佳影視金曲 2.MusicRadio全球流行音樂年度盛典-二十大金曲 3.原唱：潘瑋柏 4.A-Lin將此曲於《我是歌手第三季》作為競演歌曲，獲單場第二名殊榮 |
| 插曲   | 出發     | 吳蓓雅 | 吳蓓雅           | 吳蓓雅                                             | 生活不就是這樣專輯 |
| 片尾曲 | 一直微笑 | 楊凱琳 | 吳易緯           | Perez, Rigo/Bell, Hayden John/Lundback-Bell, Sarah | |

## 工作人員
- 監製：
- 製片：曾瀚賢
- 原創故事：吳境
- 編劇：張李怡君、張瑋真
- 導演：張瑋真
- 副導演：李孔尉
- 助導：蔡介銘
- 助導：陳鴻毅
- 場記：王靖婷
- 行銷公關：蘇意嵐
- 製片統籌	：林英作
- 執行製片：鄭人碩
- 演員管理：蔡佳靜
- 製片助理：溫慧明
- 製片助理：羅能華(小羅)
- 攝影指導：吳宏偉
- 攝影大助：黃文(達牧)
- 攝影助理：邱俊濱
- 攝影助理：江睿哲
- 燈光指導：林祝祥(阿闊)
- 燈光助理：彭金源
- 燈光助理：羅敬硯
- 燈光助理：洪嘉偉
- 燈光助理：莊竣瑋
- 美術指導：羅文璟
- 美術執行：徐子惠
- 美術助理：許馨文
- 現場美術：李逸傑(阿萬)
- 道具助理：陳嘉珮
- 造型指導：林育妘(Emma)
- 造型設計：蘇庭卉(Zoey)
- 服裝管理：王玲瑜(卡卡)
- 化妝師：吳志璿(Jimy)
- 化妝助理：陳家淇
- 髮型師：闕昊為(Cig)
- 髮型助理：潘韋嘉(Mickey)
- 場務領班：賴育朗
- 場務助理：辜欽煌
- 錄音師：李勇興(安古)
- 錄音助理：黃國欽
- 錄音助理：林彗珊
- 後期製片: 賴彥臻
- 劇照：陳長志(崔風豪)
- 錄影側拍：陳啟宏
- 剪接指導：李棟全
- 聲音指導：鄭旭志
- 電影配樂：許瑋珊
- 公司財務：李玲齡
- 行政助理：吳憲旻
- 製片組實習生：徐顥恩(小顥)
- 製片組實習生：歐芳妤
- 製片組實習生：洪俞豐
- 美術組實習生	陳品融
- 攝影燈光器材：有翼氏公司
- 場務器材/租車：永祥影視
- 後期製作：傳翼數位
- 製作公司：凱擘影藝股份有限公司

## 拍攝場景
- 其中許多辦公室與宴會廳取景在[DSC鑽石服務中心]-安東尼斯集團前期辦公大樓攝影製作。
- 紅樓
- 晶華酒店
- 玫瑰夫人餐廳
- 撫台街洋樓
- 晨星小劇場
- 國光客運
- 國華徵信社

## 票房
總共累計美金24萬

## 外部連結
- 凱擘影藝的Facebook專頁
- 【234說愛你】 奇摩電影預告（页面存档备份，存于）
- YouTube上的【234說愛你】中文電影預告.（繁體中文）
- 互联网电影数据库（IMDb）上《234說愛你》的资料（英文）
- 香港影庫上《234說愛你》的資料（繁體中文）
- 豆瓣电影上《234說愛你》的資料 （简体中文）

| 台灣 東森電影台 週日晚上9:00全台首播 |
| ------------------------------------ |
| 234說愛你 2016.06.19                 |